# 伊万·奇斯佳科夫

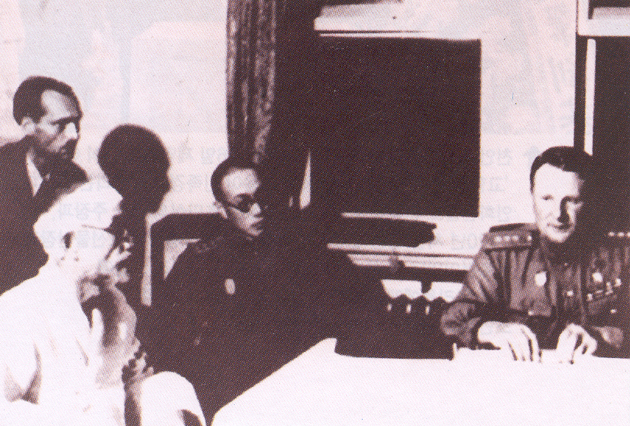
奇斯佳科夫（右一）於平壤會見曹晚植（左一），日本军平壤师管区司令官竹下义晴中将 (中)，1945年8月26日

伊万·米哈伊洛维奇·奇斯佳科夫（俄語：Иван Михайлович Чистяков；1900年9月14日—1979年3月7日）苏联陆军上将，曾参与俄罗斯内战，后前往苏联远东地区，苏德战争爆发后参与莫斯科战役、斯大林格勒战役、库尔斯克战役等，苏日战争期间指挥第25集团军占领朝鲜半岛北部地区。1968年退役。